# エイブラハム・フレクスナー

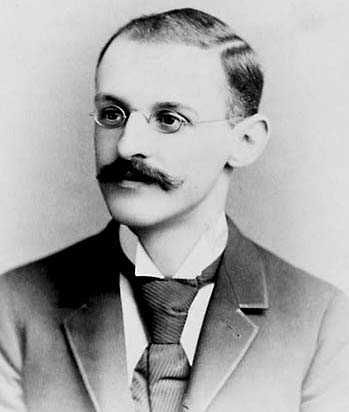
エイブラハム・フレクスナー

エイブラハム・フレクスナー（Abraham Flexner, 1866年11月13日 - 1959年9月21日）は、アメリカ合衆国の化学者、教育家。表記はアブラハム・フレキシナーとも。ケンタッキー州ルイビル生まれ。チェコ系ユダヤ人の血を引き、19歳でジョンズ・ホプキンス大学を卒業。プリンストン高等研究所の創設に携わった人物の一人。
兄のサイモン・フレクスナー（フレキシナー）の方が日本では知られている。

## 著作
- "Medical Education in the United States and Canada" （1910年）
- "A Modern School"(1916年)
- "The Gary Schools"（F.B. Bachmanと共著）（1918年）
- "The Burden of Humanism. "The Taylorian Lecture at Oxford University（1928年）
- "Universities: American, English, German."（1930年）
- "I Remember: The Autobiography of Abraham Flexner. Simon and Schuster."（1940年）
- " A biography of H.S. Pritchett."（1943年）

## フレクスナーについての本
- Bonner, Thomas Neville," Iconoclast: Abraham Flexner and a Life in Learning."Johns Hopkins Univ. Press. ISBN 0-8018-7124-7.（2002年）
- Starr, Paul," The social transformation of American medicine"Basic Books,（1982年）
- Wheatley, S. C." The Politics of Philanthropy: Abraham Flexner and Medical Education."niv. of Wisconsin Press. ISBN 0-299-11754-5.（1989年）